# Бузланово
Бузланово — деревня в Московской области России. Входит в городской округ Красногорск. Население — 162 чел. (2010).

## География
Бузланово расположено на юго-востоке округа, на автодороге Балтия, на левом берегу реки Липка (приток Москвы), высота центра над уровнем моря 163 м. Ближайшие населённые пункты: посёлок Инженерный-1 и деревня Поздняково в 1,5 км на север, Ильинское-Усово в 1 км восточнее и Петрово-Дальнее в 1,5 км на юго-запад. Деревня связана автобусным сообщением с Москвой (маршрут № 540) и Красногорском.
В деревне числятся автодорога Балтия, 8 улиц и 2 садовых товарищества.

## История
Деревня основана под именем Бузланово в начале XVII века на пустоши Булатово-Буланово тогдашним владельцем округи Ф. Ф. Лихачёвым.
С 1994 до 2005 года деревня входила в Ильинский сельский округ Красногорского района, а с 2005 до 2017 года включалась в состав Ильинского сельского поселения Красногорского муниципального района.

## Население
| 2002 | 2006 | 2010 |
| ---- | ---- | ---- |
| 173  | →173 | ↘162 |